# الدورة 67 لمهرجان برلين السينمائي الدولي
الدورة 67 لمهرجان برلين السينمائي الدولي أقيمت في الفترة الممتدة بين 9 فبراير و18 فبراير 2017، وعُرض حوالي 400 فيلم من سبعين بلدا في إطار هذا المهرجان الأكبر في أوروبا والوحيد المتاح أمام العامة. ورأس لجنة التحكيم المخرج الهولندي بول فيرهويفن، وفلم الافتتاح كان جانغو (بالإنجليزية: Django)‏ من إخراج اتيان بيكانتو.

## لجنة التحكيم

### المسابقة الرئسية
تتكون لجنة تحكيم المسابقة الرئيسية للمهرجان من:
- بول فيرهويفن (رئيس لجنة التحكيم) مخرج أفلام هولندي.
- الافور الیاسون نحات دنماركي-إيسلندي.
- دره بوشوشه الفراتي منتجة أفلام تونسية.
- ماغي جيلنهال ممثلة أمريكية.
- جوليا جنتيش ممثلة ألمانية.
- دييغو لونا ممثل ومخرج مكسيكي.
- وانغ کوانان مخرج أفلام صيني.

### أول فيلم
تتكون لجنة تحكيم جائزة أول فيلم للمهرجان من:
- جيرو بستامانتي، مخرج أفلام من غواتيمالا.
- کلوتیلد کورو، ممثلة فرنسية.
- محمود صباغ، مخرج ومنتج أفلام سعودي.

### الفيلم القصير
تتكون لجنة تحكيم جائزة أفضل فيلم قصير من:
- كريستيان جانكوسكي، فنان وصانع أفلام ألماني.
- كيمبلي درو، كاتبة أمريكية.
- كارلوس نيونيز، منتج أفلام تشيلي.

## المتسابقون
الأفلام المتنافسة في المسابقة الرئيسية على جائزة الدب الذهبي والدب الفضي هي:
| الاسم                 | الاسم الاصلي            | المخرج            | بلد الانتاج                                |
| --------------------- | ----------------------- | ----------------- | ------------------------------------------ |
| Ana, mon amour        | Ana, mon amour          | کالین بيتر نتسر   | رومانيا، ألمانيا، فرنسا                    |
| Beuys                 | Beuys                   | Andres Veiel      | ألمانيا                                    |
| Bright Nights         | Helle Nächte            | Thomas Arslan     | ألمانيا، النرويج                           |
| Colo                  | Colo                    | Teresa Villaverde | البرتغال، فرنسا                            |
| The Dinner            | The Dinner              | Oren Moverman     | الولايات المتحدة                           |
| Django                | Django                  | Étienne Comar     | فرنسا                                      |
| A Fantastic Woman *   | Una mujer fantástica    | Sebastián Lelio   | تشيلي، ألمانيا، الولايات المتحدة، إسبانيا  |
| Félicité              | Félicité                | Alain Gomis       | فرنسا، السنغال، بلجيكا، ألمانيا، لبنان     |
| Have a Nice Day       | 好极了                  | Liu Jian          | الصين                                      |
| Joaquim               | Joaquim                 | Marcelo Gomes     | برازيل، البرتغال                           |
| Mr. Long              | Mr. Long                | Sabu              | اليابان، هونغ كونغ، ألمانيا، الصين، تايوان |
| On Body and Soul      | A teströl és a lélekröl | Ildikó Enyedi     | هنغاريا                                    |
| وحيدة على الشاطئ ليلا | 밤의 해변에서 혼자      | هونغ سانغ سو      | كوريا                                      |
| الجانب الآخر من الأمل | Toivon tuolla puolen    | أكي كاوريسمكي     | فلندا                                      |
| The Party             | The Party               | Sally Potter      | المملكة المتحدة                            |
| Return to Montauk     | Rückkehr nach Montauk   | فولكر شلوندورف    | ألمانيا، فرنسا، جمهورية أيرلندا            |
| Spoor                 | Pokot                   | آقنييسكا هولاند   | بولندا، ألمانيا، التشيك، السويد، سلوفاكيا  |
| Wild Mouse *          | Wilde Maus              | Josef Hader       | استراليا                                   |

## روابط خارجية
- الدورة 67 لمهرجان برلين السينمائي الدولي على موقع IMDb (الإنجليزية)